# Éditions MeMo
 (juin 2012).
Si vous disposez d'ouvrages ou d'articles de référence ou si vous connaissez des sites web de qualité traitant du thème abordé ici, merci de compléter l'article en donnant les références utiles à sa vérifiabilité et en les liant à la section « Notes et références ».
Les Éditions MeMo sont une maison d'édition française basée à Nantes, publiant une trentaine de livres par an. Créées en 1993 par Yves Mestrallet et Christine Morault (d'où l'acronyme MeMo), elles sont aujourd'hui spécialisées dans l'édition de livres pour la jeunesse, œuvres d’artistes du livre d’hier et d’aujourd’hui.

## Historique
Créées en 1993, les éditions MeMo ont d'abord édité des ouvrages reproduisant un fonds iconographique à la portée historique ou patrimoniale (motifs d’indiennes du XVIIIe siècle, gouaches chinoises du début XIXe siècle, collection de plans de Nantes allant du XVIIIe siècle à nos jours). Elles ont également publié des catalogues d'exposition, notamment pour des musées et des bibliothèques, ainsi que des livres d'artistes.
Leur premier ouvrage pour la jeunesse est paru en 1994. « Puis, en 1994, à l’occasion de l’exposition « Les surréalistes à Nantes », nous avons publié un livre charnière dans notre parcours : Cent comptines de Pierre Roy, un peintre surréalisant qui collectionnait les comptines. Ce mot, que l’on croit exister depuis longtemps est entré dans le dictionnaire grâce à lui, à la suite de sa préface à l’édition originale de 1926. Ce livre fondateur des comptines a été notre premier livre pour enfants mais on ne le savait pas. C’est parce que nous avons compris l’intérêt du public professionnel, mais aussi des petits et grands lecteurs pour ce livre, que nous avons continué dans cette voie. » Il s'agissait d'une réédition en fac-similé des Cent comptines de Pierre Roy, un livre de 1926. En 2024, le catalogue des éditions MeMo comprend plus de 300 livres, dont la plupart sont destinés aux plus jeunes.
De 1998 à 2000, les éditions MeMo ont publié la revue de poésie contemporaine Quaderno, fondée et dirigée par Philippe Beck.
En 2014, l’exposition de la feuille au livre, à la Bibliothèque municipale de Nantes, a permis de faire découvrir à tous les étapes de création d’un livre chez MeMo, de la rencontre avec un auteur, aux esquisses et tests techniques, jusqu’aux feuilles de passe d’imprimerie. Cette même année, les éditions MeMo reconnues pour leur savoir-faire impriment un ouvrage, Mercredi, d'Anne Bertier, pour la Tate Gallery et le Victoria and Albert Museum.
En 2015, les éditions MeMo ont été choisies par la Fondation Sendak pour rééditer des ouvrages épuisés de Maurice Sendak, et pour éditer des titres inédits en France, et ainsi offrir aux lecteurs français les ouvrages depuis longtemps invisibles, ou entraperçus dans des bibliographies, d’un auteur majeur de la littérature jeunesse, connu et aimé dans le monde entier.
En 2017, l'exposition Avant et maintenant, présentée à la Bibliothèque municipale de Tours, offre un voyage dans la modernité de la littérature jeunesse, de tout temps. Mettant en regard la diversité des auteurs du catalogue, de Walter Crane à Jeanne Macaigne, d'El Lissitsky à Gaby Bazin, c'est également une ode au livre, espace de création sans bornes, toujours réinventé.
En 2018, les éditions MeMo créent trois nouvelles collections de romans illustrés, les Polynies, dirigées par Chloé Mary.
En 2019, les archives des éditions MeMo ont été versées au fonds patrimonial Heure Joyeuse, au sein de la médiathèque Françoise Sagan ; une exposition sur la maison d'édition a été créée autour de ces archives.
En 2022, les éditions MeMo lancent le projet L'œil du monde, partenariat avec plusieurs maisons d'édition jeunesse européennes et aboutissant notamment à la tenue d'un festival itinérant à partir de 2023.

## Ligne éditoriale
Aujourd'hui, les éditions MeMo publient principalement des livres pour la jeunesse. Leur catalogue comprend des ouvrages d'écrivains et d'illustrateurs contemporains, dont Anne Bertier, Anne Crausaz, Malika Doray, Junko Nakamura, Mélanie Rutten ou encore Émilie Vast, mais également un certain nombre de rééditions, qui cherchent à faire découvrir ou redécouvrir les œuvres d'artistes qui ont marqué l'histoire de l'illustration pour la jeunesse, par exemple l'oeuvre de Paul Cox rééditée à partir de 2024. Les livres sont photogravés et mis en page en interne, et imprimés sur un papier offset, proche du papier à dessin.

## Quelques prix et distinctions
- 2009 : Prix Sorcières, catégorie Tout-petits, pour Raymond rêve de Anne Crausaz
- 2010 : Mention prix BolognaRagazzi, catégorie Non-Fiction, de la Foire du livre de jeunesse de Bologne pour L'Herbier, arbres feuillus d’Europe de Émilie Vast[12]
- 2011 : Prix BolognaRagazzi, catégorie « Opera Prima » de la Foire du livre de jeunesse de Bologne pour Monsieur cent-têtes de Ghislaine Herbéra[13]
- 2011 : Prix Sorcières, catégorie Premières lectures, pour Oko, un thé en hiver de Mélanie Rutten[14]
- 2012 : Mention Prix BolognaRagazzi, catégorie « Opera Prima » de la Foire du livre de jeunesse de Bologne pour Drôle d'oiseau  de Jennifer Yerkes[15]
- 2014 : Mention prix BolognaRagazzi, catégorie Fiction, de la Foire du livre de jeunesse de Bologne pour L'Ombre de chacun de Mélanie Rutten[16]
- 2017 : Mention Prix BolognaRagazzi, catégorie « Opera Prima » de la Foire du livre de jeunesse de Bologne pour Max et Marcel de Alice Meteignier[17]
- 2017 : Prix Sorcières[18], catégorie Albums, pour Petite Pépite de Nada Matta
- 2018 : Mention Prix BolognaRagazzi, catégorie « Fiction » de la Foire du livre de jeunesse de Bologne pour Otto de Florie Saint-Val et Etienne Exbrayat[19]
- 2019 : Prix Sorcières[20], catégorie Carrément Passionnant, pour Milly Vodović de Nastasia Rugani
- 2020 : Prix Sorcières[21], catégorie Carrément Passionnant, pour L'Arrêt du cœur, ou comment Simon découvrit l'amour dans une cuisine, d'Agnès Debacker et Anaïs Brunet